# Aphria longirostris
Aphria longirostris är en tvåvingeart som först beskrevs av Johann Wilhelm Meigen 1824.  Aphria longirostris ingår i släktet Aphria och familjen parasitflugor. Arten är reproducerande i Sverige. Inga underarter finns listade i Catalogue of Life.